# De passionibus mulierum ante in et post partum
De passionibus mulierum ante en et post partum és l'obra més famosa de Trotula de Ruggiero, transcrita al llarg de quatre segles i traduïda en nombroses llengües, editada finalment el 1544 per George Krant. El tractat és compon de 64 capítols (falten els primers dotze) en els quals s'ofereixen receptes, consells i normes útils per al llarg de tota la vida de la dona.

## Concepció
Al subtítol de l'obra s'ofereix una visió general dels temes tractats: 
| « | El llibre únic de Trotula sobre el tractament de les malalties de les dones abans, durant i després del part mai abans publicat en el qual es detallen minuciosament les malalties i patiments que es produeixen a les dones, la cura dels nens i dels nens en el moment del part, l'elecció, la infermera, a més de les altres coses que connecten les prescripcions sobre ambdós sexes, les experiències infinites de diverses malalties amb algunes preparacions que serveixen per embellir el cos. | » |

 Per a l'escola mèdica de Salerno, la dona és un tot i a bellesa, la salut, l'harmonia, la cura i els afectes constitueixen un tot, el cos no és divisible ni separable com és el context relacional que acompanya els esdeveniments de la cura del nen, i la seva relació amb la figura de la mare i la dida.

## Contingut
El treball comença exposant la naturalesa característica del gènere femení, que a diferència de la naturalesa masculina, calenta i seca, és més aviat freda i humida. Això si, d'una banda, afavoreix la complementarietat dels gèneres donant suport i es contenen mútuament, és la causa de les diferents patologies: de fet, ja que les dones són més febles (segons l'autora) i manquen de la calor necessària per dissipar els mals estats d'ànim, les seves malalties són més freqüents i afecten principalment els òrgans reproductors. Per defensar-se dels estats d'ànim, però, les dones tenen una purificació particular, la menstruació, la regularitat de la qual és font i signe de salut, o símptoma i font de malaltia. La primera tasca de la malaltia és després diagnosticar els motius de la interrupció de la regularitat o escassetat del període menstrual i identificar els remeis adequats amb la farmacopea. Remeis directes per restablir l'equilibri humoral adequat no només a base d'herbes i hidratació de sang, banys calents i infusions, sinó també mitjançant una dieta i una vida útil per a un major equilibri.
A continuació, l'observació de Trotula respecte a patologies ginecològiques. Situant aquestes patologies no només en relació amb els estats d'ànim i les hipòtesis patològiques de l'època, sinó també amb tota la vida de la dona, subratllant que algunes patologies van caracteritzar la vida de la dona soltera o viceversa de la dona més o menys robusta, o encara en relació amb la nutrició.
Sobre les causes de la infertilitat, Trotula diu que poden residir tant en homes com en dones. a més, com que l'úter està lligat al cervell, és inevitable que pateixin junts, compartint dolor. El diagnòstic diferencial sobre els orígens de la infertilitat s'ha de realitzar en l'examen de l'orina col·locada amb el segó per deteriorar-se. Trotula també proposa consells adequats per a la concepció d'un mascle o femella o fins i tot per a un control natural de la natalitat gràcies a una pedra anomenada atzabeja.
Les nocions d'obstetrícia es refereixen a la posició del fetus a l'úter, en la detecció de signes d'embaràs, en el règim de dones embarassades i en la parturició. Una atenció especial, però, mereix el moment del part, on, si el primer atractiu és a la benevolència de Déu, el segon serà en la creació d'una atmosfera serena, lenta i respectuosa amb la modèstia de la dona (de manera que qui l'assisteixi eviti mirar-la a dins la cara). Un cop nascut, el nadó mereix cura i atenció directa per protegir-lo dels estímuls sensorials excessius, i es manté en entorns càlids plens de "càntics i paraules fàcils". Al postpart se li prescriuen banys, dieta d'aliments calents, tranquil·litat i descans. La infermera ha de tenir una pell brillant de blanc i vermell i estar jove i alimentada amb menjar saludable. Tròtula no descuida les possibles conseqüències d'un part difícil o mal conduït, ni totes les possibles ocurrències de la mare que ha parit, demostrant en la seva atenció un coneixement ampli i "modern" del subjecte.
A continuació, es dediquen molts capítols a malalties comunes com ara cataractes, amigdalitis, trastorns dermatològics i digestius. L'última part del treball de Trotula està dedicada a la cura estètica amb receptes cosmètiques que es relacionen amb la pell, el somriure, els llavis, els cabells que es poden alleugerir o ennegrir segons els costums sarraïns, les mans, l'alè. La dona, tal com es descriu en aquest text, es valora plenament per la seva identitat de gènere i per una atenció al cos que presideix la seva salut. La cura que la dona li deu és proposada per la metgessa mitjançant un conjunt de conductes i regles que concerneixen una noció de salut com a equilibri entre el cos, la psique i la relació amb els altres.